# Ringostarr Treb
Ringostarr Treb, född 6 maj 2010 i Italien, är en italiensk varmblodig travhäst. Han inledde karriären hos tränare Holger Ehlert. År 2017 började han tränas av Jerry Riordan, där han stannade karriären ut. Han kördes av Wilhelm Paal.
Ringostarr Treb tävlade åren 2014–2020 och sprang in 16,6 miljoner kronor på 96 starter varav 33 segrar, 11 andraplatser och 19 tredjeplatser. Han tog karriärens största seger i Elitloppet (2018), där han tangerade löpningsrekordet 1.09,0 över sprinterdistans.
Bland andra stora segrar räknas Sweden Cup (2015), Gran Premio Campionato Europeo (2016), Gran Premio Città di Montecatini (2016), Gran Premio Freccia d'Europa (2016), Sundsvall Open Trot (2017, 2019), Olympiatravet (2018) och Hugo Åbergs Memorial (2017, 2019). Samt på tredjeplats i Prix du Bourbonnais (2017) och C.L. Müllers Memorial (2019).

## Karriär

### Tidig karriär
Ringostarr Treb inledde karriären hos Holger Ehlert i Italien. Han flyttades senare till Jerry Riordan, där han stannade karriären ut och fick sitt stora genombrott.
Ringostarr Treb deltog i Sweden Cup 2017 under Elitloppshelgen på Solvalla, där han vann sitt försöksheat och slutade på en tredjeplats i finalheatet. Två dagar senare stängdes Ringostarr Treb och dåvarande stallkamraten Unicorno Slm av i Italien på grund av att positiva test för ämnet fenylbutazon hade gjorts efter en start i mars samma år. Inga dopningsprover togs i samband med Sverigebesöket.

### Tiden hos Riordan
Efter den långa avstängningen flyttades Ringostarr Treb till Jerry Riordans träning vid Halmstadtravet i Sverige. Hos Riordan kom han att få sitt stora genombrott och tog flera Grupp 1-segrar.
Ringostarr Treb deltog i världens största travlopp Prix d'Amérique den 28 januari 2018 på Vincennesbanan i Paris. Han kom på sjundeplats i loppet. Han följde upp starten i Prix d'Amérique med en start i nästa storlopp Prix de France den 11 februari, där han kom på femteplats.
Den 28 april 2018 årsdebuterade Ringostarr Treb på svensk mark med en seger i Olympiatravet tillsammans med sin kusk Wilhelm Paal. Segern togs på det nya löpningsrekordet 1.10,0 över medeldistans. Efter segern bjöds ekipaget in till 2018 års upplaga av Elitloppet. Elitloppet gick av stapeln den 27 maj, och han segrade i både försöksloppet och finalen. Segern i finalen togs tiden 1.09,0, vilket var en tangering av löpningsrekordet (satt av Timoko 2017) i en final av Elitloppet.
Den 30 juli 2019 segrade han i Hugo Åbergs Memorial på Jägersro. I nästa start, den 24 augusti 2019, segrade han i Sundsvall Open Trot för andra gången i karriären.
Han gjorde karriärens sista start den 26 januari 2020 i Prix d'Amérique på Vincennesbanan utanför Paris. Han galopperade i starten och slutade oplacerad.

## Utmärkelser

### Hästgalan
Ringostarr Treb var en av de fyra nominerade travhästarna (vid sidan om Readly Express, Propulsion och Mellby Free) i kategorin "Årets Häst" på Hästgalan för säsongen 2018. Han förlorade utmärkelsen till Readly Express.
| År   | Nominerad    | Resultat | Ref.          |
| ---- | ------------ | -------- | ------------- |
| 2018 | "Årets Häst" | 3        | [ 12 ] [ 13 ] |